# Dietrich II. von Itter
Dietrich II. von Itter (* um 1260; † 20. September 1321) war von 1310 bis 1321 Bischof von Paderborn.
Er entstammte dem zweiten Haus der Edelherren zu Itter, einer Linie des Adelsgeschlechts Everstein. Sein Vater, Reinhard zu Itter, war Gerichtsherr am Ossenbühl und Vogt von Lotheim, seine Mutter war Adelheidis von Waldeck.
Dietrich besuchte die Domschule von Paderborn und wurde 1279 dort Domherr. Im Oktober 1310 wurde er als Nachfolger seines zurückgetretenen Vetters Günther I. von Schwalenberg zum Bischof von Paderborn gewählt.
Er starb 1321.